# Sturgeon (Einheit)
Das Sturgeon, benannt nach dem englischen Physiker William Sturgeon, war eine 1892 von Oliver Lodge vorgeschlagene Einheit für den magnetischen Widerstand.
1 Sturgeon = 1 H−1